# August Tiling
Johann August Tiling (* 7. Februar 1797 in Riga; † 2. Juli 1861 ebenda) war ein kurländischer Jurist.

## Leben
Nachdem August Tiling das Gouvernementsgymnasium in Riga besucht hatte, diente er von 1813 bis 1816 im russischen Militär, wo er Husarenoffizier der Russisch-Deutschen Legion und im Sibirischen Ulanenregiment wurde. Nach seiner Verabschiedung als älterer Kornett studierte er von 1816 bis 1817 an der Kaiserlichen Universität Dorpat und von 1817 bis 1819 an der Universität Heidelberg Rechtswissenschaften. Während seiner Dörpter Studienzeit wurde er Mitglied der Curonia Dorpat. 1817 schloss er sich dem Corps Curonia Heidelberg an.
1823 wurde Tiling Aktuar des Hauptmannsgericht in Talsen und 1823 Oberhofgerichtsadvokat in Mitau. 1833 wurde er vom russischen Zaren zum Mitglied des Komitees zur Feststellung der Grundzüge des baltischen Provinzialrechts berufen. Er war Beisitzer der Reformierten Session des Kurländischen Konsistoriums.